# Ferrovias

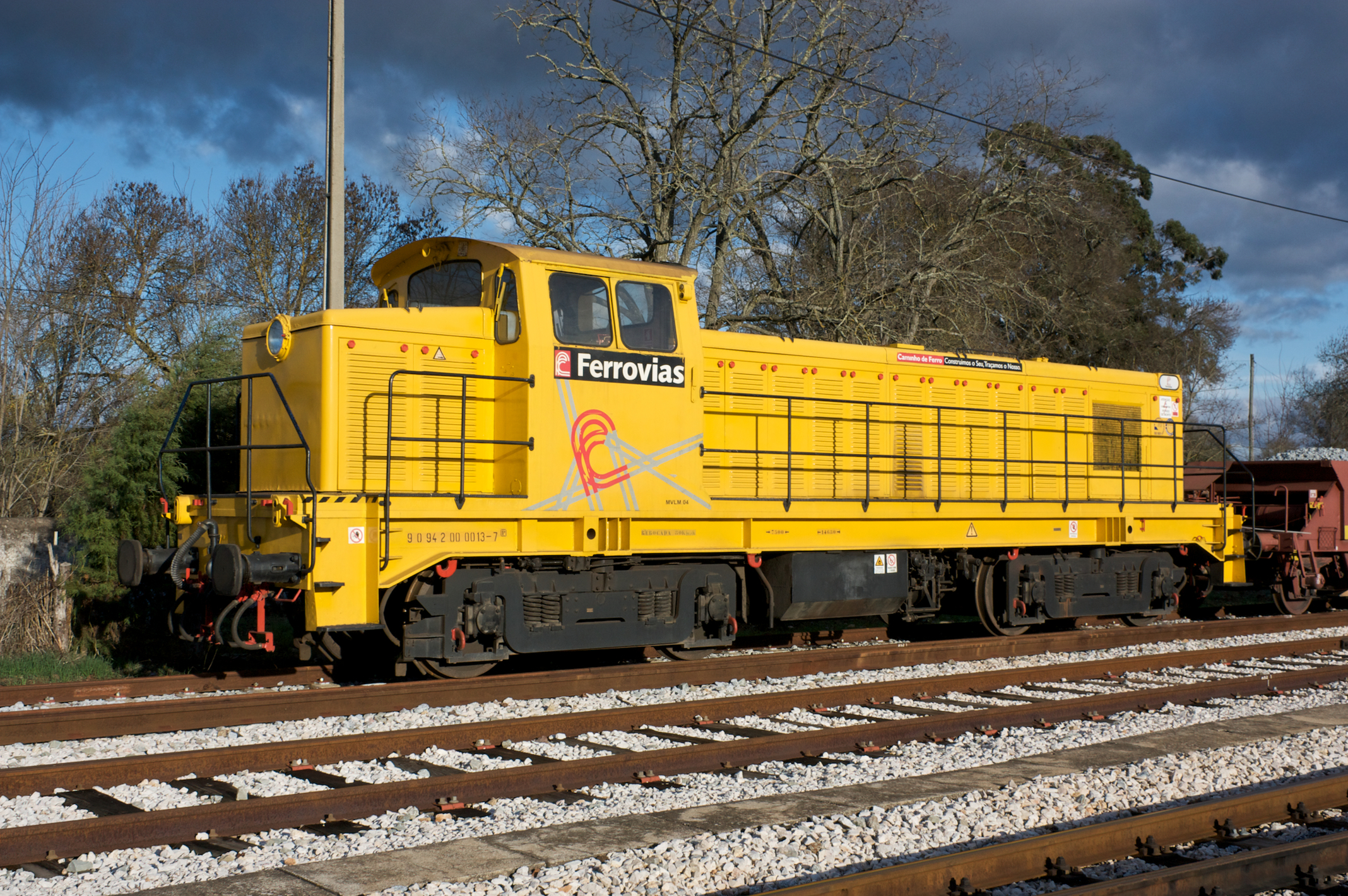
Locomotiva MVLM 04, com o esquema de cores da operadora Ferrovias.

A empresa Ferrovias e Construções, S. A., mais conhecida pela designação Ferrovias, é uma operadora portuguesa de construção e manutenção ferroviária, integrada no grupo Mota-Engil.

## História e caracterização
Em 1991, a empresa foi adquirida pela companhia Engil, que futuramente se fundiu no grupo Mota-Engil.
Em finais de 2000, encontrava-se a fazer obras de remodelação da Linha do Sul, no âmbito do programa de modernização da ligação ferroviária entre Lisboa e o Algarve. Nesse ano, aquiriu a locomotiva 308.003 à operadora Red Nacional de Ferrocarriles Españoles, e em 2001 estava prevista a aquisição da 308.11. Este processo integrou-se num programa de venda de material circulante excedentário por parte da operadora espanhola, na qual também participaram outras empresas de manutenção ferroviária, como a Azvi, Tecsa e Comsa.